# 沙流鉄道
沙流鉄道（さるてつどう）は、かつて北海道沙流郡門別町（現・日高町）と沙流郡平取町を結んでいた鉄道路線（軽便鉄道）およびこれを運営していた鉄道事業者である。
一般運輸を行う蒸気軌道として開業したが、沙流川上流で伐採された王子製紙苫小牧工場向けの木材の輸送が主な使命であった。

## 路線データ
- 路線距離（営業キロ）：富川 - 平取間 13.1km
- 軌間：762mm
- 駅数：5
- 複線区間：なし（全線単線）
- 電化区間：なし（全線非電化）
- 動力：蒸気

## 概要
地元資本による762mm軌間の馬車軌道として1920年（大正9年）に佐瑠太村 - 平取村間、翌1921年（大正10年）に平取村 - 幌去村岩知志間の軌道敷設免許を得たが、同年苫小牧軽便鉄道との運転管理委託と連帯運輸契約を締結し、佐瑠太村 - 平取村間を蒸気動力に変更して、同鉄道の列車がそのまま乗り入れることになった。なお、平取 - 岩知志間は申請済みの蒸気への動力変更許可願を1928年（昭和3年）に一旦取下げ、着工しないまま1936年（昭和11年）に特許を取り消された。
1922年（大正11年）に佐瑠太（のちの富川） - 平取間を開業し、製紙原料である木材、農産物、肥料などの輸送で賑わった。
1927年（昭和2年）に苫小牧軽便鉄道が国有化されて日高線となったのにともない、運転管理委託と連帯運輸契約は鉄道省が引き継ぎ、当社はその後も車両を保有しなかった。ところが、日高線が1,067mm軌間に改軌されるのに伴って車両を保有する必要が生じたため、1931年（昭和6年）に鉄道省より車両を購入して自社運行を始めた。
戦時中は木材や農産物、買出し客などの輸送で賑わったほか、平取駅は日高方面に向かう自動車路線の乗継駅として多くの旅客が乗降した。
終戦に伴って輸送量が減少したところへ、木材はトラックで富川駅や苫小牧方面に直接運ばれるようになり、旅客も平取 - 日高方面のバス路線を運行していた道南乗合自動車（現・道南バス）が平取 - 富川間の事業免許を申請したことから、並行する沙流鉄道は存在理由を失って、1951年（昭和26年）に全線を廃止した。

## 歴史
- 1920年（大正9年）
  - 4月30日：佐瑠太村 - 平取村間の馬車軌道敷設特許申請
  - 9月21日：佐瑠太 - 平取間の馬車軌道敷設特許[2]
- 1921年（大正10年）
  - 1月18日：王子製紙資金協力の元、資本金15万円にて沙流軌道会社設立[3][4]
  - 6月11日：平取村 - 幌去村岩知志間の馬車軌道敷設特許[5]
- 1922年（大正11年）
  - 7月25日：佐瑠太 - 平取間動力変更許可（馬力から蒸気へ）
  - 8月21日：佐瑠太（のちの富川） - 平取間開業[3]
- 1924年（大正13年）：東佐瑠太駅開業
- 1928年（昭和3年）6月4日：平取 岩知志間の動力変更許可願取下げ
- 1929年（昭和4年）11月26日：日高線苫小牧 佐瑠太間改軌に伴い、佐瑠太駅移転
- 1931年（昭和6年）：鉄道省より蒸気機関車、客車、貨車を譲り受け、自社運転開始
- 1934年（昭和9年）以降︰去場駅開業
- 1936年（昭和11年）4月9日：平取 - 岩知志間の軌道敷設特許取消（沙流郡平取村-同郡幌去村岩知志間 指定ノ期限マテニ工事ニ着手セサルタメ）[6]
- 1944年（昭和19年）4月1日：佐瑠太駅を富川駅に改称
- 1945年（昭和20年）2月21日：政府の指導により地方鉄道法に基づく鉄道線に変更し、沙流鉄道と改称
- 1951年（昭和26年）12月11日：富川 - 平取間の全線廃止実施

## 駅一覧
富川駅（旧・佐瑠太駅） - 東佐瑠太駅 - 紫雲古津駅 - 去場駅 - 荷菜駅 - 平取駅
- 開業から廃止まで平取駅には機関車転向用のデルタ線が設けられていた。
- 苫小牧軽便鉄道時代の佐瑠太駅は現在の富川駅よりも南西に位置し、沙流軌道もホームを共有していた。1929年（昭和4年）に日高線の改軌に伴って佐瑠太駅が移転するのに合わせて沙流軌道も新駅に移動した。1931年（昭和6年）に日高線佐瑠太 - 静内間が1,067mmに改軌されると、佐瑠太駅で鉄道省が使用していた軽便線機関車用の転車台が不要となり、沙流軌道がそれを継続して使用した。

## 接続路線
- 富川駅（佐瑠太駅）：日本国有鉄道日高本線（苫小牧軽便鉄道、日高拓殖鉄道）

## 運行形態
開業以来1941年頃までは3 - 4往復であったが戦時中は5往復（冬期は4往復）になり、戦後は廃止まで4往復になった。全列車混合列車であった。

## 輸送・収支実績
| 年度 | 乗客（人） | 貨物量（トン） | 営業収入（円） | 営業費（円） | 益金（円） | その他損金（円） | 支払利子（円） | 道庁補助金（円） |
| ---- | ---------- | -------------- | -------------- | ------------ | ---------- | ---------------- | -------------- | ---------------- |
| 1922 | 3,384      | 447            | 2,048          | 4,154        | ▲ 2,106    |                  |                |                  |
| 1923 | 115,496    | 11,290         | 24,138         | 24,763       | ▲ 625      | 雑損340          | 590            | 15,556           |
| 1924 | 24,270     | 14,400         | 26,096         | 27,424       | ▲ 1,328    |                  | 248            | 12,405           |
| 1925 | 26,192     | 17,538         | 30,330         | 30,727       | ▲ 397      | 雑損200          | 109            | 12,564           |
| 1926 | 33,128     | 22,699         | 38,171         | 35,335       | 2,836      |                  | 36             | 10,955           |
| 1927 | 31,570     | 24,596         | 39,172         | 36,140       | 3,032      |                  |                | 10,089           |
| 1928 | 40,448     | 24,215         | 41,092         | 38,036       | 3,056      | 雑損45           |                | 10,290           |
| 1929 | 42,614     | 39,444         | 61,843         | 54,863       | 6,980      |                  |                | 6,632            |
| 1930 | 40,398     | 39,259         | 62,420         | 56,097       | 6,323      |                  | 16             | 7,146            |
| 1931 | 30,864     | 23,592         | 39,314         | 39,839       | ▲ 525      |                  | 1,339          | 15,561           |
| 1932 | 31,000     | 18,551         | 31,315         | 32,592       | ▲ 1,277    | 雑損1            | 1,459          | 17,342           |
| 1933 | 34,586     | 21,516         | 37,487         | 35,020       | 2,467      | 雑損108          | 1,287          | 14,168           |
| 1934 | 45,710     | 23,296         | 46,206         | 36,168       | 10,038     | 雑損3,254        | 994            | 7,283            |
| 1935 | 41,393     | 25,342         | 47,433         | 37,361       | 10,072     | 雑損2,831        | 747            | 6,364            |
| 1936 | 40,394     | 23,143         | 43,235         | 38,753       | 4,482      | 雑損360          | 553            | 11,385           |
| 1937 | 45,904     | 33,071         | 50,120         | 42,742       | 7,378      | 雑損66           |                | 7,312            |

- 鉄道院鉄道統計資料、鉄道省鉄道統計資料、鉄道統計資料、鉄道統計各年度版
- 1923年度の乗客数は疑問

## 車両
開業から自社運行開始までは、苫小牧軽便鉄道と同鉄道を買収した鉄道省に運転管理委託したため、車両を保有しなかった。1931年（昭和6年）の日高線全線改軌完成に伴って自社での運行が必要となったため、それまで使用されていた蒸気機関車、客車、貨車などを鉄道省より譲り受けた。

### 蒸気機関車
ケ501、ケ503
1906年（明治39年）アメリカ・ポーター社製のC型テンダー機関車。元は苫小牧軽便鉄道に所属した。
三井物産専用鉄道（苫小牧 - 佐瑠太間）が購入した5両のうちの2両。同車は苫小牧軽便鉄道で1 - 5を名乗り、国有化によってケ500形500 - 504となった。このうちケ503は1930年（昭和5年）7月、ケ501は1931年（昭和6年）2月に用途廃止となり、沙流軌道が譲り受けた。設計認可はケ503が1931年（昭和6年）1月17日、ケ501が同年6月5日。

### 客車
ケホハ430、ケホハ442、ケホロ150
これらは苫小牧軽便鉄道が購入して鉄道省が使用していたボギー式客車で、鉄道省の形式図によればケホハ430は1922年（大正11年）製で定員夏30名・冬28名、ケホロ150は1911年（明治44年）製で定員夏14名・冬12名。沙流軌道での設計認可はケホハ430とケホロ150が1931年（昭和6年）1月17日、ケホハ442が1933年（昭和8年）2月6日。

### 貨車
ケワフ3
苫小牧軽便鉄道が購入して鉄道省が使用していたボギー式有蓋緩急車で、設計認可は1933年（昭和8年）2月6日。
番号不明の有蓋緩急車
1935年（昭和10年）5月21日設計認可を受けたボギー式有蓋緩急車1両で、自重4.5t、荷重6t。
ケチ（30両）
苫小牧軽便鉄道が購入して鉄道省が使用していた木材運搬用のボギー長物車で2回に分けて合計30両を譲り受けた。設計認可はケ501、ケ503と同様。
番号不明の木材運搬用ボギー式無蓋車（10両）
1935年（昭和10年）5月21日設計認可を受けた木材運搬用のボギー式無蓋車。合計10両で、自重2.4t、荷重6t。

## 殖民軌道貫気別線
沙流軌道は延長線として沙流川上流の幌去村岩知志まで特許を保有していたが、貫気別地区の住人はその実現を期待し貫気別地区より沙流軌道計画線上の沙流川そばの荷負までの軌道敷設を請願し1934年に殖民軌道貫気別線（13.3km）の完成をみることになる。ところがこの軌道は少しの大きな雨でも道床が崩れ不通になるなど問題が多く、利用も少なかった。そしてあるときの大雨のさい不通になって以来運行されなくなったという。1940年には正式に廃止となった。